# Comprehensive Crisis and Operations Management Centre
Das Comprehensive Crisis and Operations Management Centre (CCOMC), landläufig gesprochen in der KurzformCi-com-ci, ist die Organisation von SHAPE, dem militärischen NATO-Hauptquartier, im belgischen Mons, die in der Lage ist, mehreren Krisen und Operationen gleichzeitig strategisch und umfassend zu planen bzw. zu bewerten und Handlungsoptionen zu entwickeln. Das CCOMC vermittelt ein umfassendes Verständnis ("Comprehensive Approach")für die gesamte Breite des Krisenspektrums, identifiziert Krisen und beurteilt ihre Auswirkungen auf die Sicherheit des Bündnisses und auf andere Krisen und leitet laufende NATO-Operationen strategisch, um umfassende Ergebnisse zum kollektiven Nutzen des Bündnisses, seiner Partner und der hilfebedürftigen Nationen zu erzielen.
Das CCOMC ist integraler Bestandteil des Hauptquartiers SHAPE ist aber keinem speziellen Führungsgrundgebiet (FGG) zugeordnet, sondern wird von einem eigenen Direktor im Range eines Brigadiers geführt. Im CCOMC finden sich im Wesentlichen Analysten des FGG 2 (Intelligence) und FGG 6 (Cyber-Security) und die "Operatuere" des FGG 3 aber auch Vertreter aller anderen FGG, insbesondere 4 (Logistik), POLAD, o. ä.
Das CCOMC arbeitet in der Analyse eng zusammen mit NIFC. Im CCOMC dienen Offiziere und Unteroffiziere (sowie einige Zivilisten) sämtlicher NATO-Staaten sowie ein Stabsoffizier Schweiz.